# あおきてつお
あおき てつおは、日本の漫画家。日本古代史研究者。東京都出身、千葉県千葉市在住。
1980年に『少年ビッグコミック』（小学館）掲載の「10月のメモリー」でデビュー。代表作に『緋が走る』『島根の弁護士』『赤い靴はいた』などがある。近年は主に集英社やリイド社、小学館の青年誌などで執筆活動をしながら、日本古代史をテーマにしたエッセイ作品も残している。

## 来歴
18歳の頃より同人漫画家としてマンガ研究会を設立して同人活動を行っており、1980年、小学館の『少年ビッグコミック』にて「10月のメモリー」でデビューした。
少年誌や少女誌などでの短編読み切り作品やオムニバス形式での短期シリーズ連載などを経て、1982年から『少年ビッグコミック』で連載された『気ままにウルフ』が初の長期連載作品（単行本全8巻）となる。以降、1990年頃までは少年誌を中心に、1992年以降は主に青年誌などで執筆活動をしている。また、企業や組合・業界誌コミックの企画制作する有限会社「ピエゾコミックコーポレーション」を設立し、『法律の抜け穴』シリーズなどを始め、企業コミックやイラスト・挿絵などを執筆した。1993年からは三省堂の中学英語教科書「New Crown」の編集委員として10年間イラストを担当し、漫画形式の教科書の先駆けとして話題になる。
代表作の1つである『緋が走る』は、1999年にNHKにて田中美里主演でテレビドラマ化され、全6回放映された。また、『島根の弁護士』は2007年にフジテレビ系列の「土曜プレミアム」枠にて、仲間由紀恵主演の2時間ドラマが放映された。2019年には『赤い靴はいた』より短編「アゲハがとんだ」が東映にて教育アニメ化された。
2022年より日本大学芸術学部文芸学科の非常勤講師に着任。

## 作品リスト

### 単行本
- あおきてつお選集（少年ビッグコミック（小学館））全2巻
- 気ままにウルフ（少年ビッグコミック（小学館））全8巻
- Vボーイ（少年キャプテン（徳間書店））全2巻
- こっとん鉄丸（週刊少年サンデー（小学館））全5巻
- THE WINNER（週刊少年チャンピオン（秋田書店））全3巻
- 赤い靴はいた（草土文化）全1巻 ※1995年に同社より新装版発行
- 緋が走るシリーズ
  - 緋が走る（スーパージャンプ（集英社））全15巻　※原作：ジョー指月
  - 美咲の器-それからの緋が走る-（オースーパージャンプ（集英社））全9巻 ※原作：ジョー指月
- 奥州藤原4代 秀衡（草土文化）3巻
- 口福の人（MANGAオールマン（集英社））全3巻
- ラッシュアワーズ（スーパージャンプ（集英社））全1巻　 　のちに「秘密のピュアラブ」として改訂　全２巻
- 深川澪通り木戸番小屋 （集英社）全2巻 ※原作：北原亞以子
- 島根の弁護士（ビジネスジャンプ（集英社））全13巻 ※原作：香川まさひと（1話 - 66話まで）
- 水の剣 火の刀（コミック乱（リイド社））全2巻 ※原作その他：麻木遼、桜小路むつみ
- クースー! 〜さくらと秋奈 夢の酒〜（ヤングジャンプ（集英社））全2巻
- 拓馬の風（コミック乱（リイド社））全１巻[2] ※原作：神鷹
- 真夜中のこじか（ビッグコミックオリジナル（小学館）） （2011年〜2013年）全5巻 ※原作：北原雅紀
- こんぺいとう〜おいね診療譚〜（コミック乱（リイド社）にて不定期連載（2011年 - 2014年）） 既刊1巻 ※シナリオ：神鷹史
- エントツの下で（昭和人情食堂（ぶんか社））全５話
- ショパンの事件譜（ビッグコミック増刊号（小学館）） (2014年〜2020年）既刊4巻 ※原作：北原雅紀
- 新版 学習まんが 日本の歴史（集英社） 本編まんが制作 [3]
  - 1巻「日本のあけぼの　 旧石器・縄文・弥生・古墳時代」 ※ 監修：設楽博己
  - 2巻「律令国家をめざして 　飛鳥時代」 ※ 監修：仁藤敦史
  - 3巻「仏教の都 平城京 　奈良時代」 ※ 監修：仁藤敦史
- ママ友は静かに笑う（まんが王国（ビーグリー））（2018年〜2020年）※原作：北原雅紀
- マンガ家が解く古代史ミステリーシリーズ（2014年〜）
- 新版 学習まんが 日本の歴史（小学館）（2022年）本編まんが制作
- ４巻「平安王朝と貴族政治： 平安時代Ⅰ」※ 編集：山川出版社　シナリオ：三条和都
- ５巻「院政と武士の台頭：平安時代II 」※ 編集：山川出版社　シナリオ：三条和都

### 教科書コミック/イラスト
- NEW CROWN（三省堂）中学英語教科書1〜3年生用　(1993年〜2003年）

### 組合コミック
- ドクターMELON（三菱電機労働組合）月刊MELON連載（1995年〜　）

### 書籍（文説）
- 邪馬台国は隠された　全１巻（三冬社）（2022年）

### 実用書コミック・企業コミック 他
- 英会話コミック（アルク）全2巻
- 高脂血症のアプローチ（ライフ・サイエンス出版）全1巻
- 透析療法とエリスロポエチン（ライフ・サイエンス出版）全1巻
- クロスロード 青春の交差点（中日新聞社）全1巻
- マンガから考える法と社会（新日本出版社）全1巻 ※原作：矢野達雄
- マンガでわかる刑法と裁判（自由国民社）全1巻
- 法律の抜け穴シリーズ（自由国民社）　９・14・15・スペシャル版・新版など
- 定年まで10年ですよ（集英社）全１巻　※原作：日経ヴェリタス
- 小泉ですが何か？（（株）小泉）1〜２巻　※原作：門脇正法
- 「医療経営士」になって働こう！　全１巻（日本医療企画）
- 「介護福祉経営士」が日本の未来を創る　全１巻（日本医療企画）

- 会報誌『MAMOR』（扶桑社）2014年11月号の特集「私たち、自衛隊に住んでます」内で 「これが自衛官・営内居住の効力!」という4ページの漫画を執筆。
- その他　生命保険コミックシリーズ/クルマ開発秘話コミックなど。

## 関連人物
- 隅田かずあさ

アシスタント。